# Little Redonda
Little Redonda är en ö i Montserrat (Storbritannien). Den ligger i parishen Saint Peter, i den norra delen av Montserrat.